# Бжозувка-Фольварчна
Бжозувка-Фольварчна (пол. Brzozówka Folwarczna) — село в Польщі, у гміні Ясьонувка Монецького повіту Підляського воєводства.
Населення — 58 осіб (2011).
У 1975-1998 роках село належало до Білостоцького воєводства.

## Демографія
Демографічна структура станом на 31 березня 2011 року:
|          | Загалом | Допрацездатний вік | Працездатний вік | Постпрацездатний вік |
| -------- | ------- | ------------------ | ---------------- | -------------------- |
| Чоловіки | 30      | 5                  | 20               | 5                    |
| Жінки    | 28      | 4                  | 12               | 12                   |
| Разом    | 58      | 9                  | 32               | 17                   |